# 時代…マツコ
『時代…マツコ』（じだい…マツコ）は、日本テレビで2018年から不定期放送されているトークバラエティ番組である。各回の正式なタイトルは「放送リスト」を参照。

## 概要
特定の時代をテーマに、マツコとその時代のゆかりのゲストと専門家が、当時の日本人の生態を当時の流行やステータスから深掘りしていく番組。
主にテレビ芸能史、テレビが捉えた風俗史からこじつけのように「多角的に」紐解いていくのが特徴。”時代のピーク決定バラエティ”シリーズとも称される。

## 出演
- マツコ・デラックス
- 数名のゲスト
- 各回のテーマに詳しい専門家

## 放送リスト
| 回  | 放送日         | 放送時間       | タイトル                                                                        | テーマ     | ゲスト         | 専門家                         | 備考                           |
| --- | -------------- | -------------- | ------------------------------------------------------------------------------- | ---------- | -------------- | ------------------------------ | ------------------------------ |
| 1   | 2018年 3月19日 | 23:59 - 翌0:54 | 『仲村トオルが地井武男にワッパを掛けられた時代…とマツコ』                       | 不良       | 土田晃之       | 岩橋健一郎、中森明夫、阿部貴大 | 『月曜プラチナイト』枠で放送。 |
| 2   | 10月8日        | 23:59 - 翌0:54 | 『かたせ梨乃が進駐軍の前で踊り狂った時代…とマツコ』                             | 性風俗     | 友近           | 渡辺豪、井上章一               | 『月曜プラチナイト』枠で放送。 |
| 3   | 2019年 8月12日 | 23:59 - 翌0:54 | 『教師役の陣内孝則が推定家賃70万の一軒家でひとり暮らしをしていた時代…とマツコ』 | バブル景気 | 土田晃之、友近 | 亀山早苗、中野充浩             | 『月曜プラチナイト』枠で放送。 |
| 3-2 | 2020年 5月18日 | 23:59 - 翌0:54 | 『教師役の陣内孝則が推定家賃70万の一軒家でひとり暮らしをしていた時代…とマツコ』 | バブル景気 | 土田晃之、友近 | 亀山早苗、中野充浩             | 『月曜プラチナイト』枠で放送。 |
| 4   | 8月3日         | 23:59 - 翌0:54 | 『角川春樹が薬師丸ひろ子に機関銃を乱射させた時代…とマツコ』                     | 女子高生   | 土田晃之、友近 |                                | 『月曜プラチナイト』枠で放送。 |
| 5   | 12月29日       | 22:00 - 23:30  | 『富永一朗と鈴木義司が女子大生にモテたい一心で泥仕合を展開した時代…とマツコ』   | 女子大生   | 土田晃之、友近 | 岸田一郎、池内ひろ美、吉田圭三 |                                |

## スタッフ
- 企画・演出：高橋敬冶
- 構成：八代丈寛、田代裕、塩野智章、西田哲也
- ナレーション：窪田等
- TM：望月達史
- SW：鎌倉和由（第2回-）
- CAM：中村哲也（第1,2,4回-）
- MIX：伊藤義典（第5回）
- VE：川平貴之（第5回）
- 照明：小笠原雅登（第5回）
- 美術プロデューサー：稲本浩（第3回-）
- 美術デザイン：熊崎真知子
- メイク：林朋香（第5回）
- 美術協力：日テレアート、俳優座、テレフィット（俳優座・テレ→第2,3,5回）
- 技術協力：NiTRO、omnibus japan（omnibus→第2回-）
- 編集：稲垣浩二（第4回-、オムニバス・ジャパン）
- MA：小林大介（第5回、オムニバス・ジャパン）
- 音響効果：岡田淳一
- 写真提供：パナソニック、アフロ、Kodansha/アフロ、毎日新聞/アフロ、東洋経済/アフロ、Photofest/アフロ、Moviestore Collection/アフロ、Everett Collection/アフロ（アフロ→第2,3回は協力、アフロ・毎日→第4回-、パナソニック・講談社以降→第5回）
- CG：キャニットG、パークグラフィックス（共に第5回）
- イラスト：岩垣孝幸、さえきけんすけ（共に第4回-）
- 協力：荒川淳彦、竹迫守夫（共に第5回）
- リサーチ：金田佑馬、廣瀬仁義（廣瀬→第2回-）、平松ただし（第3回-）
- デスク：兒島理佳子
- TK：山沢啓子
- AD：杉本瑞季、大倉康平、古田島裕太、岡﨑奎人、田中玲那、長谷川龍覇（杉本・田中→第4回-、大倉・古田島・岡﨑・長谷川→第5回）
- AP：上岡恵莉華、今野舞紀、近藤未来（上岡→第4回-、今野・近藤→第5回）
- ディレクター：渡辺剛、田中雄大、今村光宏、益田洋平、田中竜登（渡辺・田中雄→第2回-、益田→第3回-、今村・田中竜→第5回）
- 演出：大輪和孝
- プロデューサー：杉山直樹、岩崎小夜子／坪井理紗、興石将大、佐藤恵里、村山学（坪井→第2回-、杉山・興石→第3回-、岩崎→第4回-、佐藤・村山→第5回）
- チーフプロデューサー：東井文太（第2回-）
- 制作協力：EPOCL（第2回-）、passion（第3回-）、テレバイダー（第4回-）、THE WORKS（第1,4回-）
- 製作著作：日テレ

### 過去のスタッフ
- SW：三井隆裕（第1回）
- CAM：田代義昭（第3回）
- VE：渡邊佳寛、岩原正明（第2回）、塩原和益（第3回）、鈴木裕美（第4回）
- MIX：五十嵐愛（第1,2回）、杉村理紗（第3回）、梓沢曜平（第4回）
- 照明：名取孝昌（第1回）、木村弥史（第2回）、藤山真緒（第3回）、千葉雄（第4回）
- 美術プロデューサー：牧野沙和（第1,2回）
- 大道具：相馬勇（第1,4回、第2回は装置）
- 小道具：佐々木洋平（第4回）
- 花飾：原京子（第4回）
- 電飾：川井智香子（第1回）、清水佳哉（第4回）
- 装飾：辻光久（第2回、第1回は小道具）
- メイク：目代遥（第1回）、小島梨香（第2回）、川上優香（第3回）、畠山紗矢香（第4回）
- スタイリスト：色部聖子（第2回）
- 編集：宮島洋介、平池優太（共に第1回・ヌーベルアージュ）、永岡大輔（第2回、オムニバス・ジャパン）、安田祐二（第3回、オムニバス・ジャパン）
- MA：船木拓也（第1回・ヌーベルアージュ）、和田龍彦（第2回、オムニバス・ジャパン）、坂本龍平（第3回、オムニバス・ジャパン）、松岡洋一（第4回、オムニバス・ジャパン）
- イラスト：AQUA（第1回）、綿谷寛（第1,2回）、28KEY（第2,3回）、江原ノブヒロ（第3回）
- 技術協力：ジャパンテレビ、港家（共に第1回）、EYEZEN、ポジティヴ・ワン（共に第2回）
- 美術協力：奥松かつら（第2,3回）
- ロケ協力：川越市川越ロケーションサービス（第1回）、飛田新地料理組合、kaku・butsu、プルプルグループ、SOIREE（飛田以降→第2回）
- セット協力：トーカイコンベア（第1回）
- 画像協力：東洋大学 木村晴（第1回）
- 映像協力：TAITO（第1回）
- 映像協力/雑誌提供：ミリオン出版（第1回）
- 写真提供：日刊スポーツ/アフロ（第4回）
- 協力：毎日新聞社、千葉市美術館、嵯峨釈迦堂、国立国会図書館、ジョン・ダワー・三浦陽一・高杉忠明著『敗北を抱きしめて（上）』岩波書店、Meiji Showa.com、Kjeld Duits collection / Meiji Showa.com、Forbes JAPAN2017年7月号、東映、朝日新聞社、国立歴史民俗博物館（全部→第2回）、COINCIDENSE、株式会社ブランドエイト、日本丸メモリアルパーク、帆船日本丸横浜みなと博物館（全部→第3回）、佐野勝彦、弥生美術館、株式会社ブームプランニング、©大橋愛、河出書房新社、HARUTA、Candy Sugar、ウィックス（全部→第4回）
- グッズ提供：荒魂書店、三代目翔企画、レンタルショップダーリング、学生服のバロンハヤカワ、コーソー、モーターサイクル、飯島輪業、スーパーポテト（共に第1回）
- 雑誌提供：学研、マガジン・マガジン（共に第1回）
- AD：佐藤優里、弓座翔平、松本裕紀（共に第1回）、中津祐亮（第2回）、松本早紀、清野翔太郎（共に第2,3回）、五十嵐香織、大谷茉由（五十嵐・大谷→第3回）
- AP：藤田志帆（第1回）
- ディレクター：川口順也、飛田一充（共に第1回）、三谷三四郎（第2回）、一場孝夫（第2,3回）
- プロデューサー：鈴木淳一（第1,2回）、山口敦司（第1回）、大平進士、開発勇輔、梶山智未（共に第2,3回）
- チーフプロデューサー：森實陽三（第1回）